# Karen Berlème-Nix
Karen Berlème-Nix, född 1883, död 1975, var en dansk kvinnosakspolitiker och advokat.
Karen Berlème-Nix tog studentexamen som privatist 1906, och tog 1912 cand.jur. vid Københavns Universitet. Hon blev tillsammans med Elisa Bjøreng Danmarks första kvinnliga herredsfuldmægtig vid Gørding-Malt 1912, Danmarks första kvinnliga politifuldmægtig 1919, och Danmarks första kvinnliga offentliga åklagare 1922-1950. 
Hon var 1931-1937 ordförande för Århus lokalavdelning av Dansk Kvindesamfund, och engagerade sig som feminist för gifta kvinnors rätt att arbeta, något som ifrågasattes allmänt i Västvärlden under 1930-talet. 